# آية الشابي
آية الشابي هي ناشطة أفريقية، ودبلوماسية تونسية ونسوية. ناشطة أفريقية حائزة على جوائز عدة، وهي أول مبعوثة خاصة للاتحاد الأفريقي على الإطلاق في نوفمبر عام 2018 للشباب وأصغر دبلوماسية بمجلس رئاسة رئيس مفوضية الاتحاد الأفريقي. لقد برزت كصوت من أجل الديمقراطية وحازت شهرة عالمية كمدونة سياسية خلال الثورة التونسية 2010/2011. حصلت مؤخراً على جائزة حملة مؤسسة 2019 Gates Foundation.

## السيرة الذاتية
وُلدت الشابي في دهماني، وتخرجت من جامعة تونس المنار، حاصلة على درجة البكالوريوس في العلاقات الدولية، وباحث فولبرايت بجامعة جورج الجنوبية، ومؤسسة محمد إبراهيم لدرجة الماجستير في السياسة الإفريقية بجامعة لندن. برزت على مستوى العالم واهتمامه كمدونة خلال الثورة التونسية عام 2010, أصبحت أول مبعوثة للاتحاد الأفريقي للشباب في نوفمبر 2018. تم تعيينها من قِبل رئيس مفوضية الاتحاد الأفريقي، سعادة موسى فكي في نوفمبر 2018، كأصغر مسؤول أقدم في تاريخ الاتحاد الأفريقي وأصغر دبلوماسي في مجلس الوزراء. وهي تدعم الرئيس في تناول أولوياته المواضيعية المتمثلة في العمل مع الشباب ومن أجلهم.
بعد الثورة التونسية، عبرت الشابي القارة الأفريقية للحديث عن الحركات التي يقودها الشباب في القرن الحادي والعشرين والتي بدأت في بلدها تونس. لقد دعمت وتدرّبت وعملت مع الآلاف من قادة الحركات الاجتماعية والمجموعات النسوية والناشطين الشباب في مجال التدوين والتعبئة والقيادة واللاعنف.
الشابي، هي مؤسسة حركة شباب أفريكا (AYM)، إحدى أكبر الحركات الإفريقية الإفريقية التي تأخذ أجندة الشباب الأفريقي من هوامش المجتمع إلى مركز الخطاب الإقليمي والدولي. أسست AYM في عام 2012 كمجموعة على Facebook، تأسست في عام 2015، تسعى AYM جاهدة لإنشاء قارة تحترم حقوق جميع مواطنيها وتحقق السلام والمساواة والعدالة الاجتماعية. نمت الحركة من مجموعة فيسبوك تضم 500 متابع إلى أكثر من 10,000 ناشط على مستوى القاعدة الشعبية من 40 دولة إفريقية.
عملت آية سابقًا في مخيمات اللاجئين خلال الثورة الليبية عام 2011، وفي مكتب التعاون التونسي الدنماركي بوزارة الخارجية الدنماركية حول التعاون الثنائي في تونس، وفي مركز كارتر لمراقبة الانتخابات الرئاسية المصرية لعام 2012، في طنطا.
أنتجت فيلمًا وثائقيًا بعنوان «تحول كينيا الواعي» كجزء من مشروع «إلهام إفريقيا» يهدف إلى تغيير السرد السلبي عن إفريقيا وإبراز دور الشباب والنساء في التغيير الاجتماعي.
أصبحت آية مدوّنة شهيرة في العالم خلال الثورة التونسية ونشرت مقالاتها في OpenDemocracy وAl-Jazeera وD + C للتنمية والتعاون، وشرقك الأوسط والبصيرة للتنمية - إفريقيا وغيرها.
تتقاطع رؤى آية في تمكين الشباب مع رؤية للسلام. وبصفتها مديرة البرامج في إفريقيا والشرق الأوسط، ثم مديرة التخطيط الإستراتيجي والتنمية في مؤسسة مبادرة السلام العالمية، أسست أربعة مشاريع منحة أماني، زمالة أماندلا، زمالة هيا للمرأة، زمالة سلام الشرق الأوسط وشمال إفريقيا، حيث نظمت ووجهت نحو 15 التراجعات التي دربت أكثر من 300 شاب من حوالي 40 دولة ليصبحوا عملاء سلام.
كما قدمت ممارسة الذهن والاتصال اللاعنفي لأكثر من 5000 شخص في 10 دول في أفريقيا والشرق الأوسط بما في ذلك كينيا وأوغندا وتنزانيا والسنغال وجنوب أفريقيا والمغرب والأردن. تقديراً لقيادتها في المؤسسة، تم تعيينها مديرة تنفيذية لقمة ثورة السلام.
عملت الشابي في مجالس مختلفة بما في ذلك الشبكة الأمريكية الشرق أوسطية للحوار في مجلس ستانفورد (AMENDS)، ومجلس إدارة التحالف العالمي لمشاركة المواطن في CIVICUS، والتوجيه الدولي.

## الجوائز التي حصلت عليها
- 2019 جائزة حملة بيل وميليندا غيتس الخيرية[6][7]
- 2019 MIPAD 100، قائمة الأكثر نفوذا من أصل أفريقي[8][9]
- 2019، عشرة صغار صانعي الصغار من قبل YouthhubAfrica
- 2018 المواهب الشابة لهذا العام من خلال إطلاق العنان
- 2018 سفير عالم شاب واحد
- 2017 زمالة UNAOC لتحالف الحضارات التابع للأمم المتحدة[10]
- 2016 قائمة هافينغتون بوست للشابات الملهمات من جميع أنحاء العالم[11]
- 2016 قائمة النساء هائلة يقود التغيير
- 2016 عضو في منتدى كرانس مونتانا للقادة الجدد من أجل الغد
- 2016 مدرجة في 100 أقل من 40 من العرب الأكثر نفوذاً في العالم
- 2015 جائزة محمد إبراهيم للمنح الدراسية
- في عام 2012، حصل على جائزة فولبرايت للمنح الدراسية المرموقة
- في عام 2011، تلقت زمالة الشرق الأوسط للديمقراطية في معهد الشؤون العالمية في واشنطن العاصمة حيث عملت في الكونغرس الأمريكي ومراكز البحوث الأمريكية.[12]

## المنشورات
أصبحت آية الشابي مدوّنة ومعلّمة شهيرة على مستوى العالم منذ الثورة التونسية ونشرت مقالاتها العديد من وسائل الإعلام الإقليمية والعالمية.